# كارول قاولد
كارول قاولد (بالإنجليزية: Carol Gould)‏ هي كاتبة سيناريو أمريكية، ولدت في 1953.

## روابط خارجية
- كارول قاولد على موقع IMDb (الإنجليزية)